# DANCING SHIVA
『DANCING SHIVA』（ダンシング・シヴァ）は、小林太郎の2枚目のインディーズ・アルバム。

## 収録曲
1. freedom (3:39)
2. スノウ (4:07)
3. 円舞曲 (5:38)
4. サナギ (5:29)
5. ユニヴァース (5:07)
「ストファイHジェネ祭り2010」テーマソング。
6. フレンチ (3:42)
7. エンクロック (5:06)
8. ガソリン (2:53)
9. Baby's got my blue jean's on (2:54)
10. 日触 (6:01)

全作詞作曲：小林太郎、全編曲：安宅秀紀